# Gerard Schaefer
Pour les articles homonymes, voir Schaefer.
Gerard John Schaefer, né le 26 mars 1946 à Neenah  (Wisconsin) et mort tué le 3 décembre 1995 à la prison d'État de Floride à Raiford, est un tueur en série américain qui présente la particularité d'avoir sévi alors qu'il exerçait la profession de policier. Il est un cas unique de cumul de perversions sexuelles et de paraphilies dans « l'univers » des tueurs en série.
Bien que Schaefer n'ait été condamné que pour un double meurtre et qu'il ait de nombreuses fois clamé son innocence, on le soupçonne d'avoir commis 34 meurtres, entre 1962 et 1973.

## Jeunesse
Gerard Schaefer est l'aîné des trois enfants de Gerard Schaefer, représentant de l'entreprise Kimberly-Clark et Doris, mère qu'il idéalise.
Gerard John Schaefer est élevé à Atlanta, Géorgie jusqu'en 1960, date à laquelle sa famille et lui emménagent à Fort Lauderdale en Floride. Schaefer ne s'entend pas très bien avec son père, homme autoritaire et alcoolique. Il pense qu'il lui préfère sa sœur. Durant son adolescence, Schaefer se révèle obsédé par les culottes de femmes et devient un voyeur, espionnant une petite voisine du nom de Leigh Hainline. C'est là que ses fantasmes sexuels morbides voient le jour. Plus tard, il admettra avoir tué des animaux dans son enfance et s'être travesti, bien que certaines fois il ait argué que c'était uniquement pour éviter l'enrôlement dans l'armée durant la guerre du Viêt Nam (qu'il finit par faire quand même). Le Q.I. de Schaefer est évalué à 130 (dans la tranche très supérieure) et il est un autodidacte qui s'investit énormément sur les sujets qui l'intéressent.
Extrêmement doué dans le domaine de la chasse, il passe parfois des après-midi entières à chasser des petits animaux avec son fusil personnel dans les marais de Floride. Il voue également une passion pour le golf.
Après avoir obtenu son diplôme au lycée St. Thomas Aquinas à Fort Lauderdale en 1966, Schaefer entre à l'Université, période pendant laquelle il se marie à Martha Fogg. En 1969, il devint enseignant mais est rapidement licencié pour « comportement totalement inapproprié » selon le principal. Il tente de devenir prêtre, mais finalement, après son divorce en 1970, se tourne vers les métiers de l'ordre et de la loi. Il est diplômé de l'école de police fin 1971 à l'âge de 25 ans et diplômé en criminologie à Broward Community College en 1972.

## Arrestation
Le 21 juillet 1972, alors qu'il est en patrouille dans son véhicule de fonction, Schaefer prend deux adolescentes en stop, Pamela Sue et Nancy Trotters. Il leur explique qu'il est interdit de faire du stop en Floride, ce qui est totalement faux. Il les ramène chez elles puis leur propose de les emmener à la plage le lendemain, elles acceptent. Le lendemain, il les récupère dans son véhicule personnel cette fois. Il les emmène dans un coin isolé d'une forêt, les attache à un arbre et menace de les tuer ou de les vendre à un réseau de prostitution. Il leur fait des propositions de rapports sexuels tarifés avec lui, ce qu'elles refusent. Cependant, il reçoit un appel du central et doit partir en mission, laissant les filles là. Il promet de revenir « finir ce qu'il avait commencé ».
Les deux jeunes filles, qui ont entre 17 et 18 ans, réussissent à se détacher et à aller au commissariat le plus proche qui s'avère être celui de leur propre ravisseur. Quand Schaefer retourne dans les bois et constate que ses victimes ne sont plus là, il appelle le commissariat et dit qu'il a fait « quelque chose de stupide », expliquant qu'il a fait semblant d'enlever deux auto-stoppeuses et de les menacer de mort pour leur faire peur et les dissuader d'utiliser un moyen de transport aussi irresponsable. Le supérieur de Schaefer ne le croit pas et le fait revenir au commissariat où il lui retire son insigne et l'inculpe de séquestration et agression.
Schaefer paye sa caution et est relâché. Deux mois plus tard, le 27 septembre 1972, Schaefer enlève, torture, viole et tue Susan Place, 17 ans, et Georgia Jessup, 16 ans. Il les démembre et les enterre sur l'île Hutchinson.
Le 22 décembre 1972, Schaefer est jugé pour l'enlèvement des deux adolescentes qui s'étaient échappées en juillet. Grâce à un accord, il plaide coupable sur le seul chef d'accusation d'agression aggravée et n'est condamné qu'à un an d'emprisonnement. Schaefer est placé en détention, le 15 janvier 1973, dans la prison du Comté de Martin.

## Arrestation et condamnation pour meurtres
Début avril 1973, plus de six mois après leur disparition, les restes décomposés de Susan Place et Georgia Jessup sont retrouvés. Elles ont été attachées à un arbre d'une certaine façon et ont disparu alors qu'elles faisaient de l'auto-stop. Les similarités avec l'affaire des deux filles qui s'étaient échappées font que la police obtient un mandat de perquisition pour la maison de Schaefer qu'il partage avec sa femme et sa mère qui était à l'époque divorcée.
Dans la chambre de Schaefer, la police trouve des nouvelles morbides qu'il a écrites. Elles sont remplies de descriptions de tortures, viols et meurtres de femmes que Schaefer désigne communément comme « putes » et « salopes ». Plus accablant, les autorités trouvent dans ses affaires personnelles des bijoux, des journaux intimes ainsi que des dents d'au moins 8 jeunes femmes et adolescentes qui ont disparu les années précédentes. Certains bijoux appartiennent à Leigh Hainline, qui était sa voisine lorsqu'ils étaient adolescents ; Hainline a disparu en 1969 après avoir dit à son mari qu'elle le quittait pour un ami d'enfance. On trouve aussi parmi ses affaires un porte-monnaie qui est identifié comme étant celui de Susan Place. La mère de Susan reconnaît plus tard Schaefer comme étant l'homme qu'elle avait vu avec sa fille et Georgia Jessup juste avant leur disparition.
La fouille à son domicile permet également de retrouver chez lui des papiers d'identité ayant appartenu à une trentaine de filles qui ont disparu et dont on n'a jamais retrouvé les corps ainsi que des écrits où Schaefer exprime ses fantasmes nécrologiques, nécrophiliques, de strangulation, etc.
Schaefer est inculpé des meurtres de Place et Jessup. En octobre 1973, il est déclaré coupable et il écope de 2 peines d'emprisonnement à perpétuité (et non à la peine capitale, puisqu'à l'époque de son procès, en 1973, la peine de mort avait été suspendue en Floride).
Les autorités concluent rapidement qu'il est très probablement lié à la disparition d'environ 30 femmes et adolescentes.
Place et Jessup ne sont probablement pas les dernières victimes de Schaefer. Deux adolescentes de 14 ans ont disparu alors qu'elles faisaient de l'auto-stop quelques semaines après les meurtres de Susan Place et Georgia Jessup. Leurs corps sont découverts plus tard et des bijoux appartenant à l'une des victimes sont également trouvés dans la maison de Schaefer.

## Mode opératoire
Schaefer utilisait sa fonction d'adjoint et sa voiture de service pour prendre des jeunes auto-stoppeuses en les mettant en garde sur le danger de l'auto-stop. Il les raccompagnait chez elles et ils s'échangeaient les numéros de téléphone. Schaefer les recontactait pour leur proposer de les accompagner aux endroits qu'elles souhaitaient. Il les emmenait dans un bois, les ligotait avec des cordes et les pendait à des branches d'arbre de façon que leurs orteils touchent à peine le sol pour qu'elles puissent après quelques heures se pendre elles-mêmes, mais Schaefer les détachait juste à temps avant qu'elles aient péri. Il les obligeait à boire de l'alcool pour par la suite les photographier pendant qu'elles urinaient et déféquaient. Ensuite, il les pendait à nouveau et terminait par la strangulation.
Pour finir, il violait les corps, les démembrait et se masturbait au-dessus des restes. Il se débarrassait des morceaux de corps en les enterrant ou en les donnant à manger aux alligators qui vivaient dans les marécages juste à-côté du lieu de son crime.

## Emprisonnement et mort
Schaefer fit appel de sa condamnation, clamant que c'était un coup monté. Tous ses pourvois furent rejetés. Plus tard, Schaefer commença à vouloir poursuivre en justice certaines personnes pour des motifs extravagants, par exemple un écrivain parce qu'il l'avait décrit comme un homme étant en surpoids. Il essaya également de poursuivre en justice les auteurs Colin Wilson et Michael Newton et l'ancien agent du FBI Robert Ressler pour l'avoir décrit comme un tueur en série. Toutes les plaintes de Schaefer furent déboutées.
Schaefer put côtoyer pendant quelques années le tristement célèbre Ted Bundy, un autre tueur en série nécrophile ayant tué plus d'une trentaine de jeunes femmes dans différents États. Ils étaient voisins de cellules. Ted confiera à Schaefer qu'il l'admirait énormément et qu'il avait tué deux femmes dans l'état de Washington afin de recopier le double meurtre de Schaefer sur Susan Place et Georgia Jessup. Bundy fut exécuté sur la chaise électrique en Janvier 1989.
Le 3 décembre 1995, Schaefer est retrouvé poignardé à mort dans sa cellule de la prison de Starke, la prison d'État de Floride. Il a reçu 40 coups de couteau à la tête et à la nuque par un codétenu, Vincent Rivera.
En 1999, Rivera est reconnu coupable d'avoir tué Schaefer et est condamné à 53 ans et 10 mois de prison en plus de la condamnation à perpétuité de plus de 20 ans qu'il purgeait déjà pour un double meurtre.
Rivera n'avoua pas le meurtre ni ne donna de mobile. La sœur de Schaefer prétendit que c'était pour empêcher Schaefer d'essayer de prouver que le meurtre d'Adam Walsh n'était pas d'Ottis Toole (il avait avoué puis s'était rétracté). D'autres suggérèrent que c'était parce que Schaefer devait de l'argent à des prisonniers. Des rumeurs affirmaient également que Schaefer était une « balance » et donnait des informations sur les autres détenus. Sondra London (voir plus bas) prétendit que Rivera avait tué Schaefer pour une banale dispute à propos d'une tasse de café.
À l'époque de la mort de Schaefer, un détective de Fort Lauderdale avait proposé d'inculper celui-ci de trois meurtres non résolus afin de s'assurer qu'il ne sortirait jamais de prison.

## Killer Fiction
Au lycée, Schaefer était sorti avec Sondra London, qui devint par la suite auteure de romans policiers. Elle était restée en contact avec Schaefer après sa condamnation et elle publia Killer Fiction en 1989, qui est un recueil de nouvelles et de dessins trouvés dans la maison de Schaefer après son arrestation. Une suite intitulée Beyond Killer Fiction, fut publiée peu après. Après la mort de Schaefer, London publia une nouvelle édition de Killer Fiction, contenant les histoires qui figuraient déjà dans les deux livres précédents et ajouta les lettres que lui avait envoyées Schaefer où il se vantait d'avoir tué 34 femmes et adolescentes et à quel point il était admiré pour cela par son codétenu Ted Bundy avec qui il partage sa cellule. À la même époque où il se vantait de ces faits, Schaefer était débouté de toutes ses requêtes à poursuivre en justice n'importe qui le traitant de tueur en série ainsi que ses nombreux appels de sa condamnation.
Les nouvelles qu'avait écrites Schaefer parlaient toutes de tortures barbares et de meurtres perpétrés sur des femmes. Elles étaient souvent écrites du point de vue du meurtrier qui était souvent un policier, comme Schaefer.
Dans ses écrits, Schaefer prétendit avoir commencé à tuer des femmes dès 1962 alors qu'il n'avait que 16 ans
Deux écolières, Peggy Rahn, 9 ans et Wendy Stevenson, 8 ans, disparurent fin 1969 après avoir été aperçues en compagnie d'un homme correspondant à la description de Schaefer. Schaefer nia être impliqué dans cette affaire lorsqu'il fut publiquement accusé. Mais dans une lettre à Sondra London en 1989, il se vanta de les avoir tuées et mangées.
London et Schaefer furent brièvement ensemble en 1991 mais London rompit et se fiança à un autre homme qui se trouve être aussi un tueur en série (Danny Rolling). Schaefer ne prit pas très bien la rupture et commença à envoyer à London des menaces de mort. Il essaya sans succès par trois fois de la poursuivre pour lui avoir « volé » son travail.

## Divers
Le corps de Schaefer a été incinéré et ses cendres sont contenues dans une urne.
Il est mentionné dans l'épisode 3 de la saison 1 de la série Netflix Mindhunter. Dans l'épisode 1 de la saison 2, dans le sous-sol où Holden et Bill travaillent au FBI, il y a une photo de lui accrochée à un tableau sur lequel sont accrochées d'autres photos de tueurs en série à interroger.

### Médiagraphie

#### Émission radiophonique
- « Gerard Schaefer, le pire serial killer de tous les temps », le 25 novembre 2015, dans L'Heure du crime de Jacques Pradel, sur RTL.